# Scaptesyle biplaga
Scaptesyle biplaga är en fjärilsart som beskrevs av Felder 1875. Scaptesyle biplaga ingår i släktet Scaptesyle och familjen björnspinnare. Inga underarter finns listade.